# Microlarnaca
Microlarnaca is een geslacht van rechtvleugeligen uit de familie Gryllacrididae. De wetenschappelijke naam van dit geslacht is voor het eerst geldig gepubliceerd in 2004 door Gorochov.

## Soorten
Het geslacht Microlarnaca omvat de volgende soorten:
- Microlarnaca dicrana Bey-Bienko, 1962
- Microlarnaca fansipan Gorochov, 2004